# Автомат по продаже газированной воды

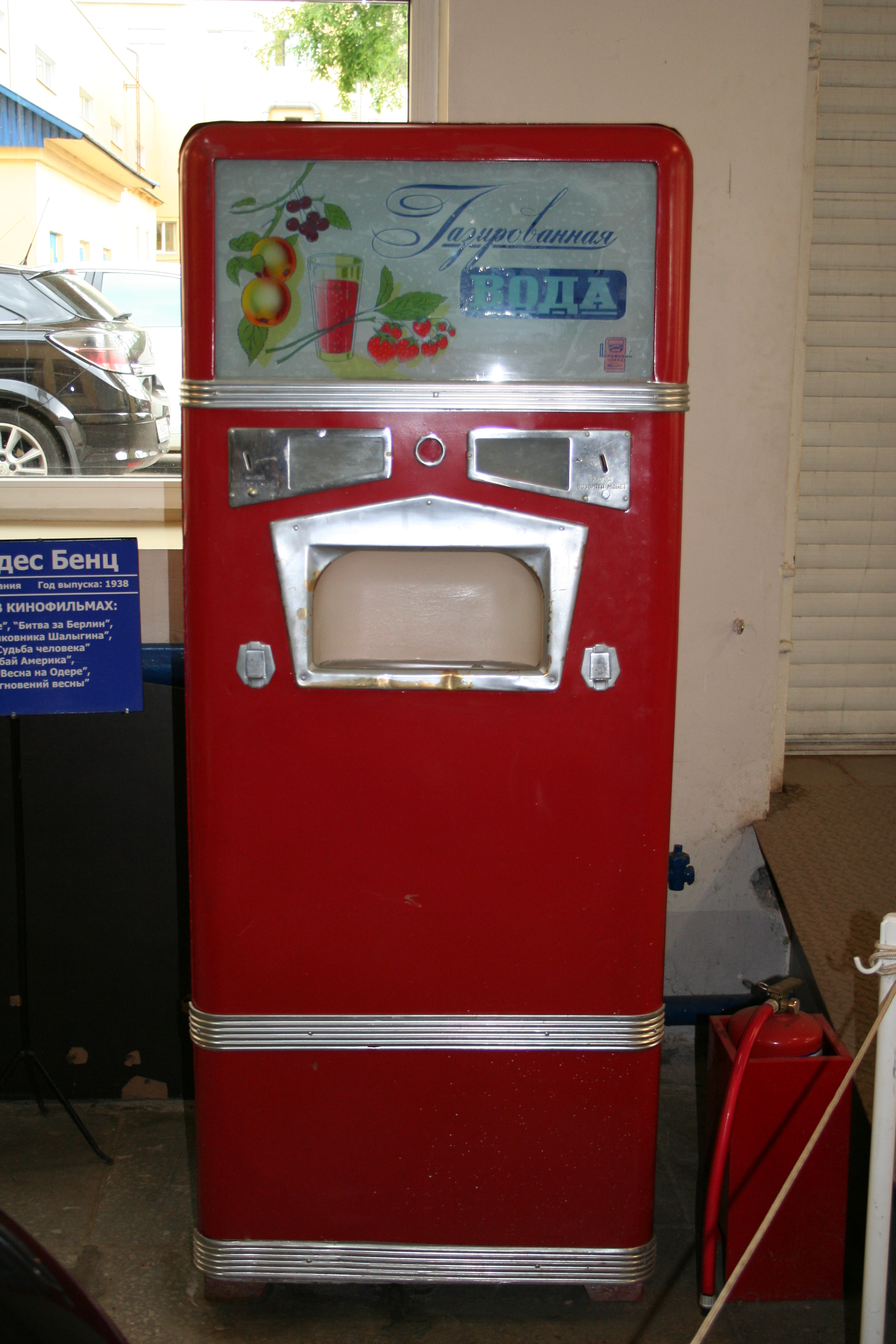
Советский автомат АТ-114 с двумя раздельными монетоприёмниками для одно- и трёхкопеечных монет. Вода с сиропом только одного вида.
Музей киностудии «Мосфильм»

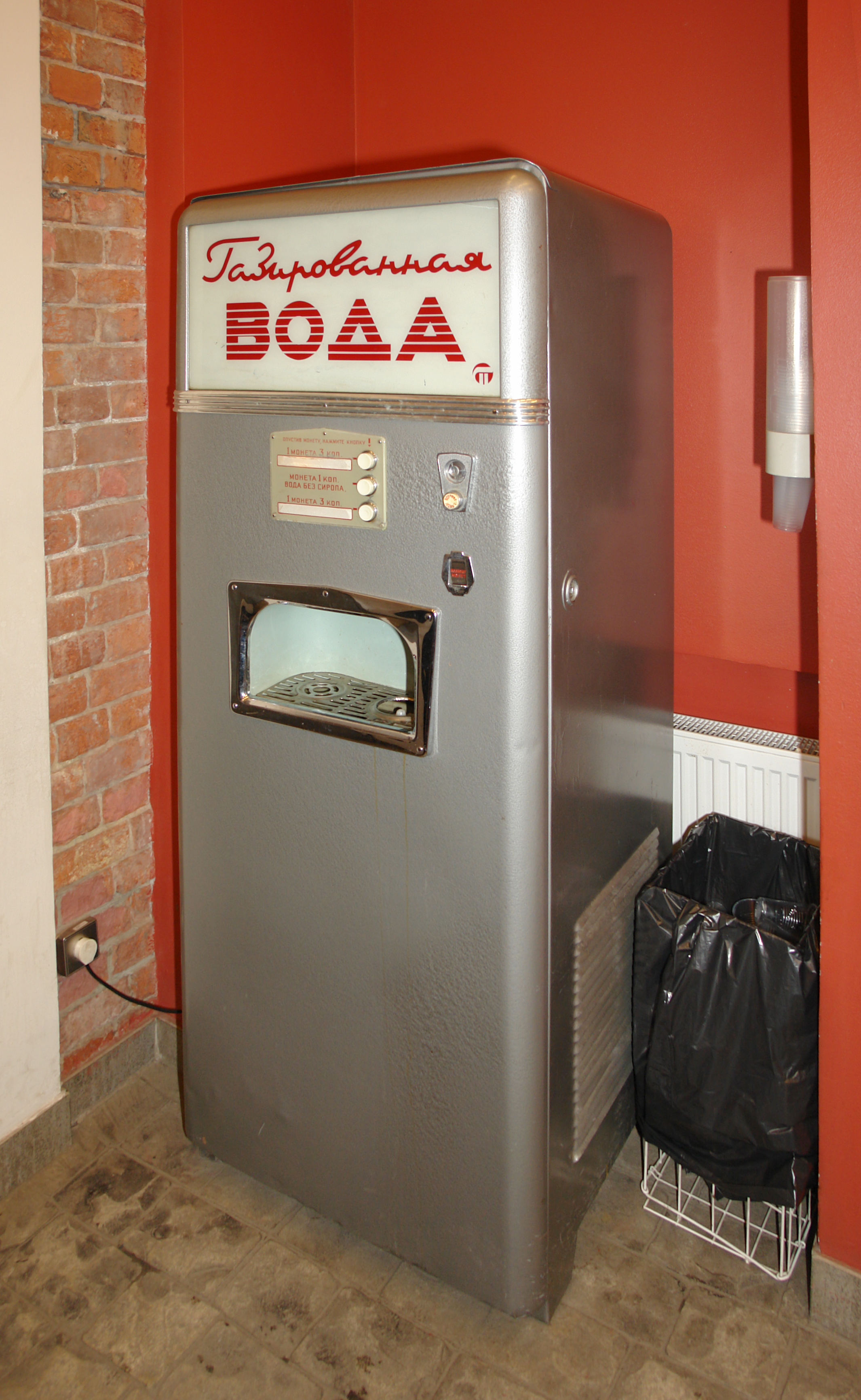
Советский автомат АТ-100С. Вода с сиропом двух видов на выбор.
Действующий образец из музея воды, Санкт-Петербург

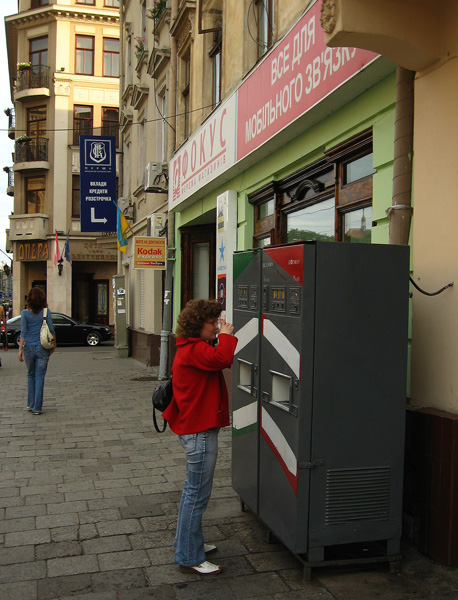
Действующий с советских времён автомат по продаже газированной воды во Львове (2009 год)

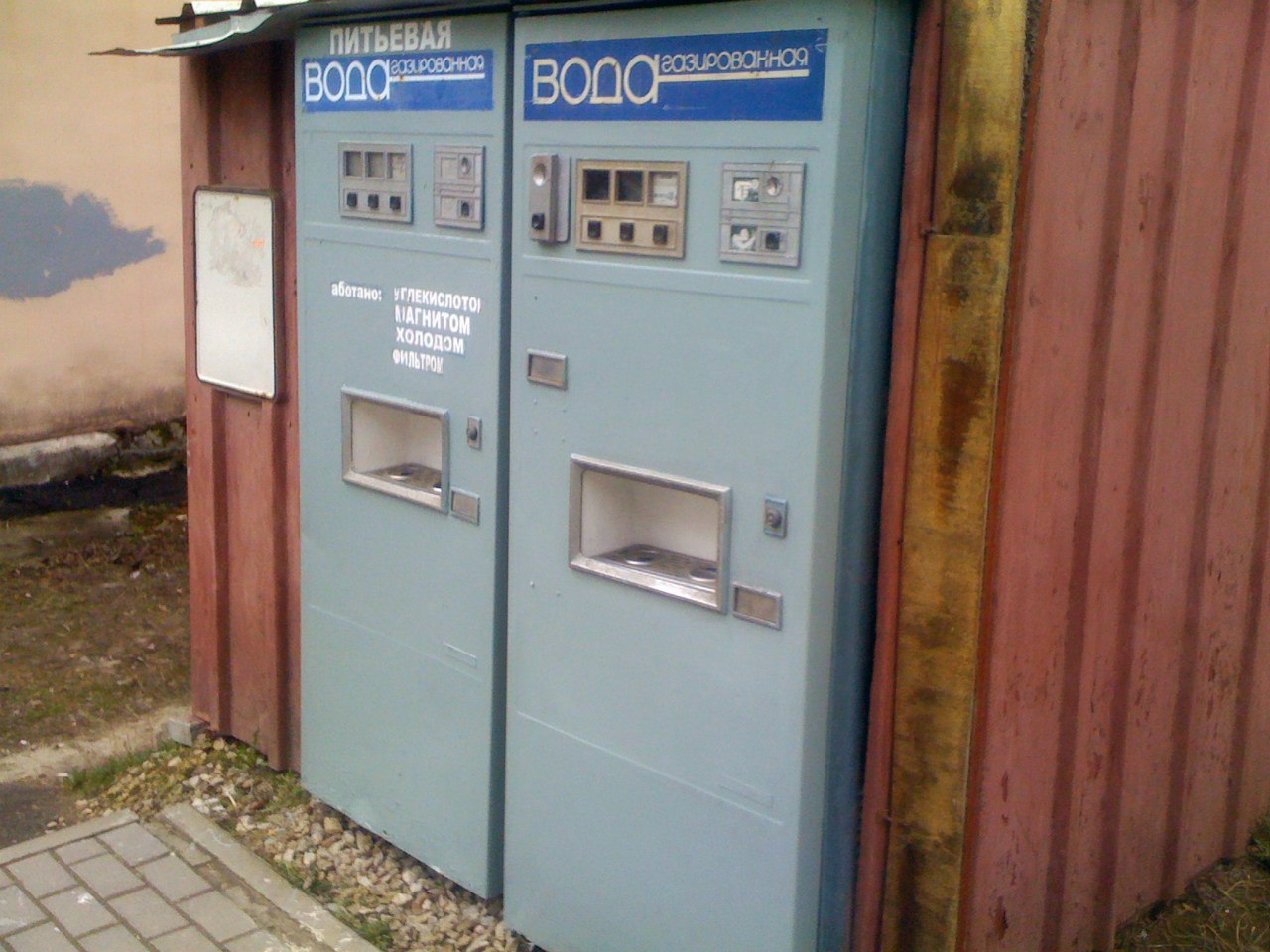
Автоматы стилизованы под советский дизайн. г. Нижний Новгород (2013)

Автомат по продаже газированной воды — торговый автомат по приготовлению и продаже газированных напитков, основа которого — сатуратор (аппарат для насыщения жидкости диоксидом углерода) — был изобретен в 1770 году шведским химиком Торберном Улафом Бергманом и усовершенствован в промышленную установку для изготовления минеральной воды, искусственно насыщенной углекислым газом, в 1783 году Иоганном Якобом Швеппом, германским часовщиком и ювелиром, предпринимателем и изобретателем-любителем.

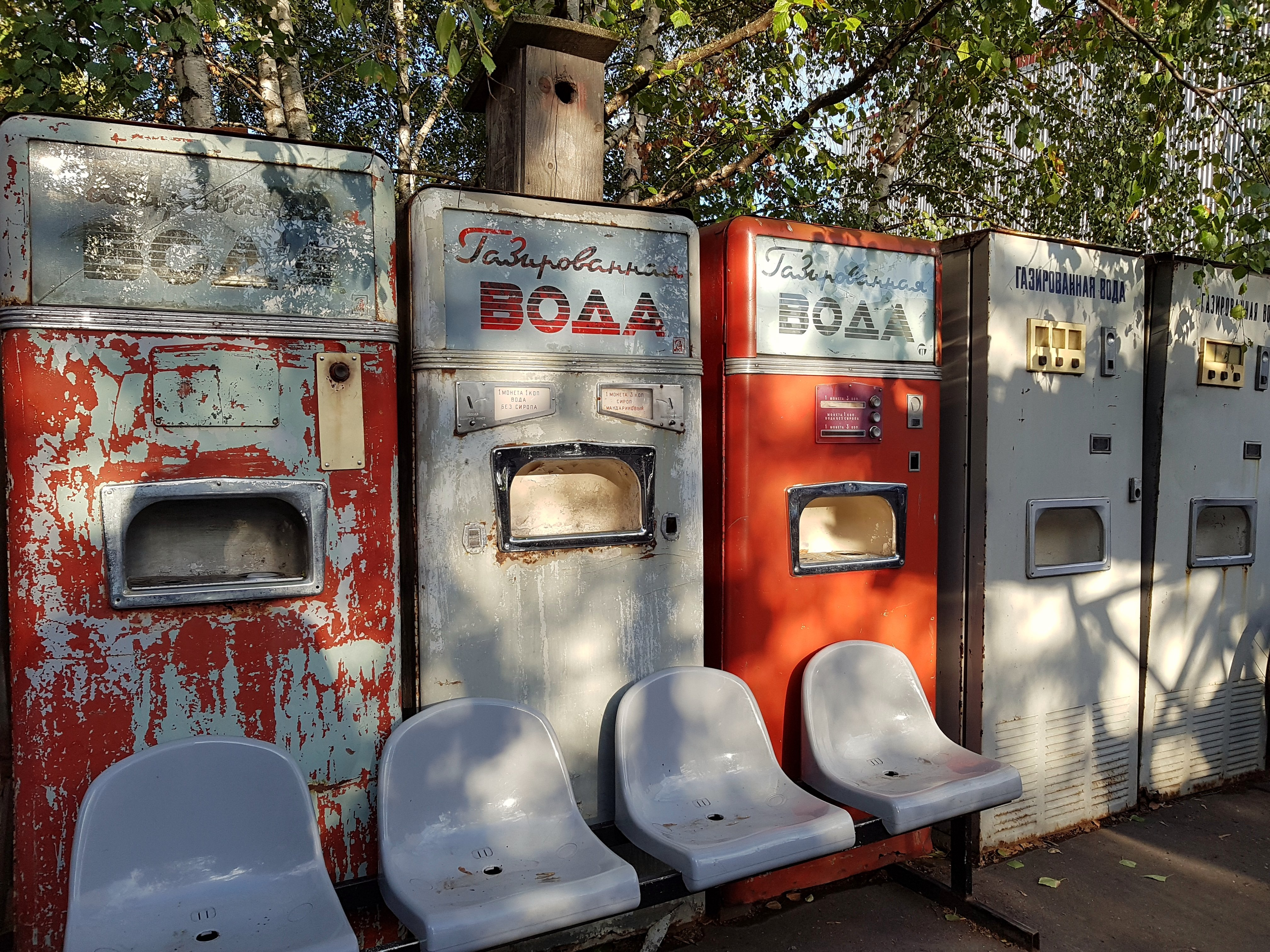
Советские автоматы газводы в Кузьминках

В 1957 году в Москве были установлены импортные торговые автоматы к фестивалю молодежи и студентов. Массово начали выпускать торговые автоматы после визита Хрущёва в США в сентябре 1959 года, были выпущены автоматы по продаже газет, хлеба, молока, кваса, вина и других товаров, был создан магазин-автомат, но в итоге в СССР остались только автоматы по размену монет, продаже билетов и автоматы по продаже газированной воды.

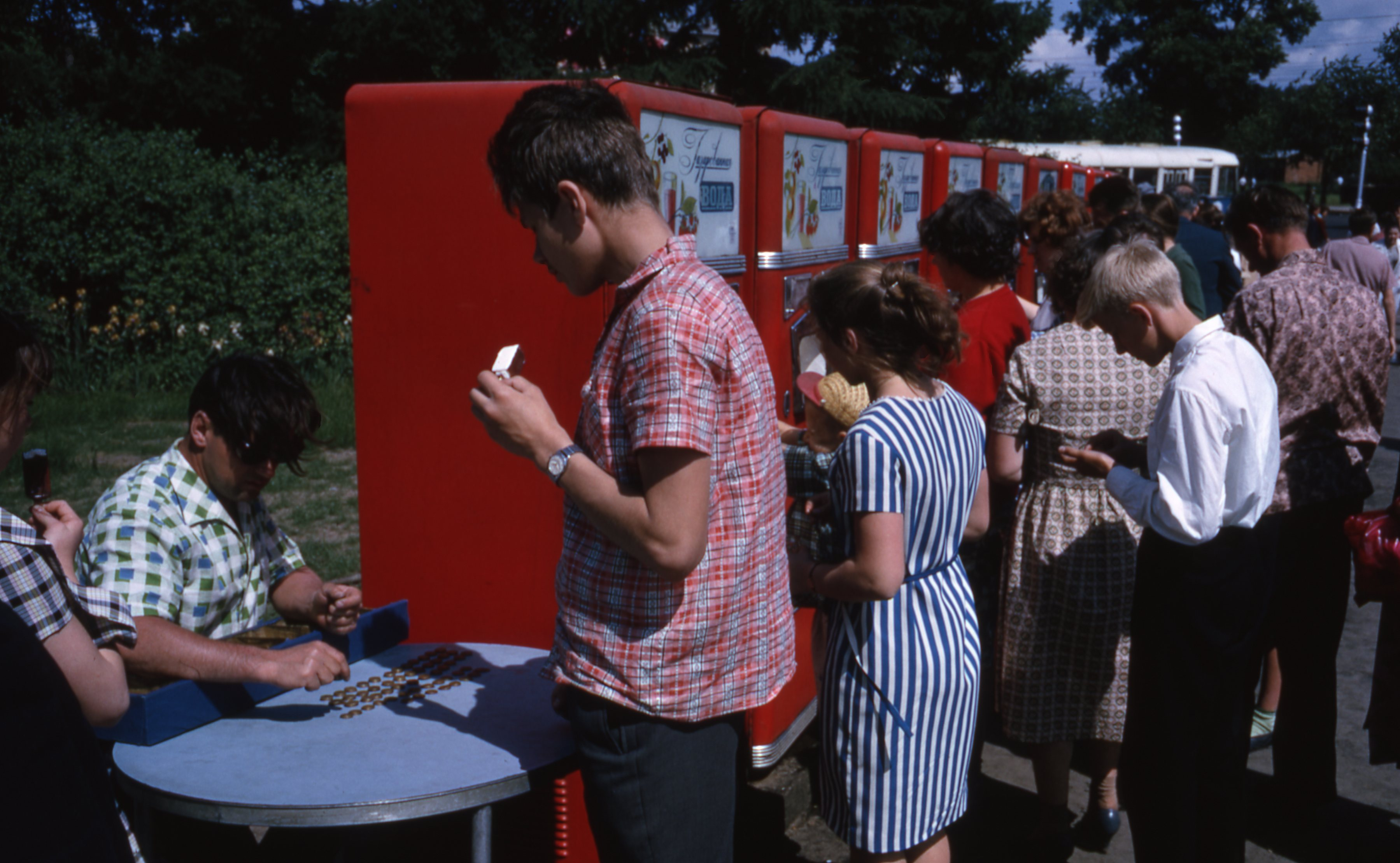
советские люди возле автоматов по продаже газированной воды, 1964 год

Типовой автомат по продаже газированной воды включает в себя водоохладительное устройство, сатуратор, баки с сиропом, водораспределитель для ввода и слива воды, реле давления воды и газа, углекислотный баллон, дисплей, управляющую панель, монетоприёмный механизм, механизм выдачи напитка. Само устройство для приготовления напитка состоит из дозатора, смесителя, сатуратора и транспортирующего устройства.

## История
Сатуратор (аппарат для насыщения жидкости диоксидом углерода), пригодный для производства газированной воды, был изобретён в 1783 году часовщиком из Женевы Иоганном Якобом Швеппом. Позднее в Англии он основал компанию по продаже газированной воды (ныне это компания «Schweppes»).
В 1832 году в США иммигрант Джон Мэтьюс внёс усовершенствования в сатуратор и начал торговать автоматами по продаже газированной воды. Автоматы пользовались спросом среди аптекарей, которые продавали газированную воду своим клиентам.
Автоматы по продаже газированной воды появились в Европе, но наибольшего успеха достигли в США. Бенджамин Силлиман, профессор химии в Йельском университете, был одним из первых, кто привёз содовую воду в Америку. В 1806 году Силлиман приобрёл аппарат Нота и начал продавать минеральную воду в Нью-Хейвене, штат Коннектикут. Продажи шли бойко, поэтому он построил аппарат побольше, открыл насосную станцию и взял в партнёры трёх человек. Это партнёрство открыло автоматы по продаже газировки в Нью-Йорке и Балтиморе, штат Мэриленд. Примерно в то же время другие бизнесмены открыли автоматы по продаже газировки в Нью-Йорке и Филадельфии. Хотя бизнес Силлимана в конечном итоге потерпел крах, он сыграл важную роль в популяризации газированной воды.
В 1832 году Джон Мэтьюз из Нью-Йорка и Джон Липпинкотт из Филадельфии начали производить автоматы по продаже г газированной водой. Оба добавили инновации, которые улучшили оборудование для фонтанов с газированной водой, и отрасль расширилась, поскольку в торговых точках устанавливались более новые и качественные фонтаны. Другими производителями-первопроходцами были Элвин Паффер, Эндрю Морзе, Густавус Доус и Джеймс Тафтс. В 1891 году четыре крупнейших производителя — Tufts, Puffer, Lippincott и Matthews — сформировали Американскую компанию по производству содовых фонтанчиков, которая представляла собой трест, созданный для монополизации отрасли. Четыре производителя продолжали выпускать и продавать фонтанчики под своими торговыми марками. Трест контролировал цены и вынудил некоторых более мелких производителей уйти с рынка.

### Автоматы в СССР
16 апреля 1932 года газета «Вечерняя Москва» писала: «Работник Ленинградского завода „Вена“ Агрошкин изобрёл интересный аппарат. В каждом магазине посредством этого аппарата можно наладить производство газированной воды. Первый сатуратор… уже готов и установлен в столовой Смольного».
В СССР продажа товаров и услуг через уличные торговые автоматы начала активно развиваться с конца 1950-х.
В Москве было установлено около 10 000 автоматов по продаже газированной воды. Такие автоматы можно было встретить на улице или в общественных местах (на вокзалах, в фойе кинотеатров и рядом с ними, возле крупных магазинов и общественно-торговых центров, рынков, на площадях, в парках и т. д.).
Автоматы по продаже газированной воды работали с мая по сентябрь включительно, а на зимний период их закрывали специальными металлическими коробами. Ввиду доступности и дешевизны они пользовались летом большой популярностью у населения. Часто к ним были очереди.
Стакан газированной воды без сиропа стоил 1 копейку, а с сиропом — 3 копейки. В автоматах более позднего выпуска была предусмотрена возможность выбора вида сиропа (например, яблочный, грушевый или крем-сода). Получить напиток с повышенной концентрацией сиропа можно было, вынув стакан из автомата прежде, чем он наполнялся доверху, поскольку весь сироп подавался в начале наполнения, а дальше шла простая газированная вода.
В Грузинской ССР автоматы по продаже газированной воды принимали вместо 3 копеек 5 копеек, но наливали «двойную» порцию сиропа.
Выпускались автоматы двух типов: под стеклянные стаканы (типа AT-100С, АТ-101С) и картонные стаканчики (АТ-102), позже стали использовать одноразовые пластмассовые стаканчики.
В каждом автомате с использованием стеклянных стаканов имелось устройство для мойки стакана, представляющее собой фасонную металлическую решетку, расположенную рядом с дозатором и совмещенную с клапаном-задвижкой, нажав на которую перевернутым стаканом, можно было ополоснуть его изнутри струёй холодной воды. Такой способ мытья стакана имел недостаток — с внешней стороны стакана плохо смывалась слюна человека после прикосновения нижней губой; тем не менее, за многие годы использования автоматов не было ни одного случая официального упоминания о них как об источнике распространения инфекционных заболеваний. Существовали нормы периодичности обслуживания автоматов, их положено было промывать горячей водой с раствором соды.
Все без исключения сатураторы советского производства работали на основе компрессорного холодильного агрегата с фреоном. Автоматы подключались к электросети и городскому водопроводу, по которому подавалась вода, после чего она охлаждалась, газировалась углекислым газом из баллона, который располагался внутри корпуса автомата. Там же внутри находилась и ёмкость с сиропом. Существовали как отдельно стоящие рядом автоматы, как правило, в количестве от двух до пяти штук, так и большие комплексы, в которые входило сразу десять и более автоматов, а также имелся аппарат по размену монет. Реже встречались целые павильоны с автоматами по продаже газировки. Как правило, они были на ВДНХ или крупных рынках. Дизайн советских автоматов с газировкой за более чем 30 лет их существования претерпел некоторые изменения. Если в 60-70-х годах корпус был с закруглёнными углами, хромированными деталями, молдингами, окошком с ярко раскрашенной рекламой, а сам традиционный цвет автомата был красным, то начиная со второй половины 70-х стали появляться автоматы с более строгим дизайном, прямыми углами, как правило, светло-серого цвета с синей надписью «Газированная вода» в верхней части корпуса.
Несмотря на то, что стаканы никто не охранял, крали их крайне редко (в основном люди, желающие выпить алкогольные напитки на улице), иногда стеклянные стаканы заменялись металлическими кружками и приковывались цепочкой.
Существовали различные способы обмана автомата. Отдельные люди опускали в автомат монету на леске, а потом вынимали её обратно. Можно было бросать в автомат круглые диски подходящего размера, разогнутые расплющенные шляпки шиферных гвоздей, шайбы подходящего размера и т. д.. Самый простой заключался в ударе по автомату кулаком, после чего в некоторых случаях вода наливалась бесплатно. Такому способу в 1987 году был посвящён сюжет «Ералаша» «Достукался». Также можно было с силой бросить 1 копейку в щель, и автомат наливал сироп стоимостью 3 копейки.
Существовала особая модель автомата для выдачи воды (АВ-2), предназначенного для бесплатной выдачи воды (например, на горячих производствах и в пожарных частях). Она не имела монетоприёмного механизма и рекламы, но имела три кнопки выбора: «вода», «газированная вода» и «порция соли», добавлявшая небольшую порцию поваренной соли для восполнения потерь её организмом через пот (пример такого автомата можно увидеть в фильме «Самая обаятельная и привлекательная».)
Также в СССР были автоматы для продажи соков, кваса, а также пива и вина со стоимостью 15 копеек за стакан.
В Москве перед Олимпийскими играми 1980 года появились автоматы для продажи лицензионной «Фанты», цена стакана напитка — изначально 15 копеек, что составляло 22,5 цента США по официальному курсу, а к концу советского периода стала 20 копеек.
В Москве и Закавказье были в ограниченном количестве автоматы по продаже газированного напитка «Тархун».

### Постсоветское время

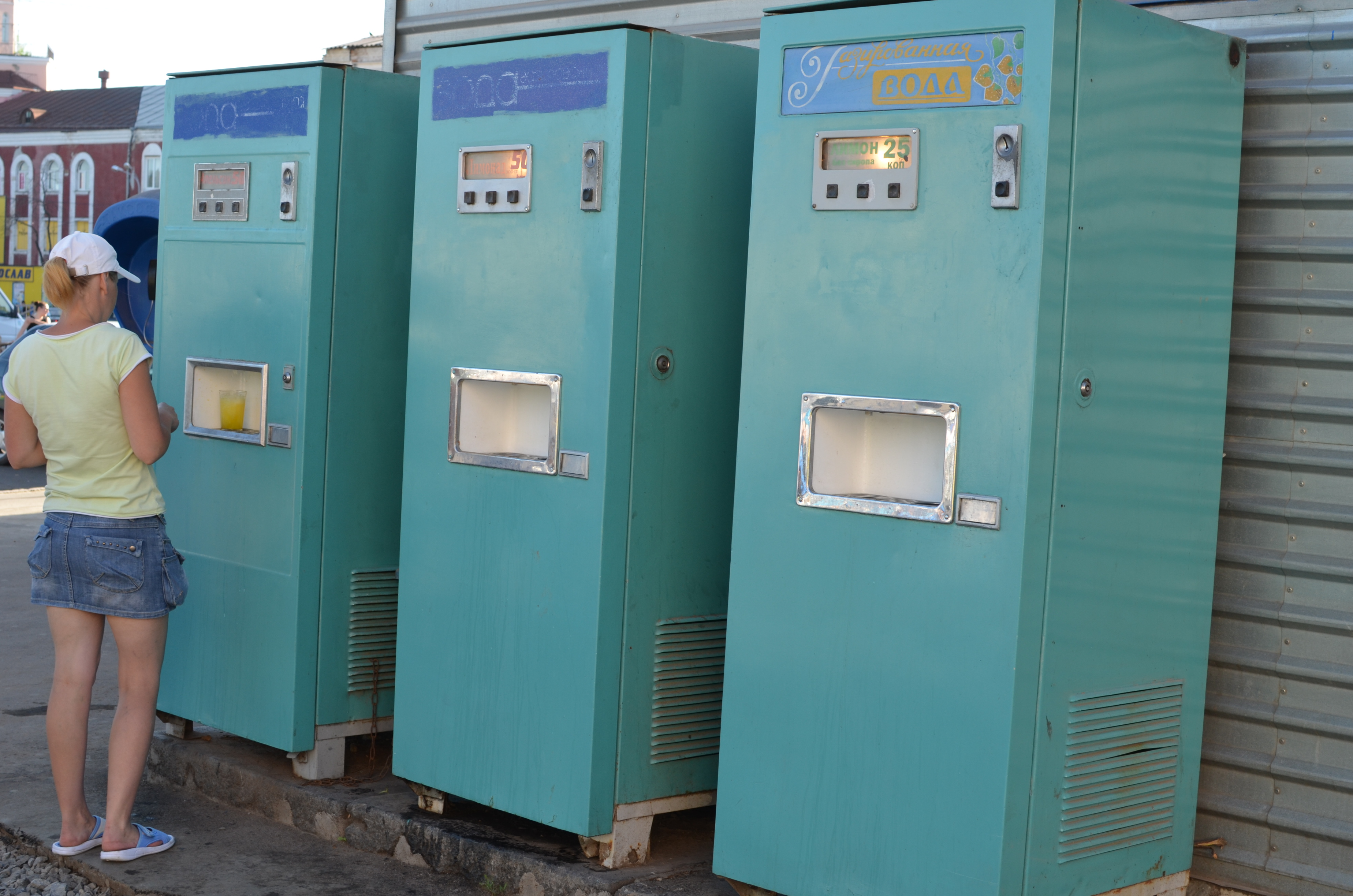
Автоматы по продаже газированной воды в Виннице

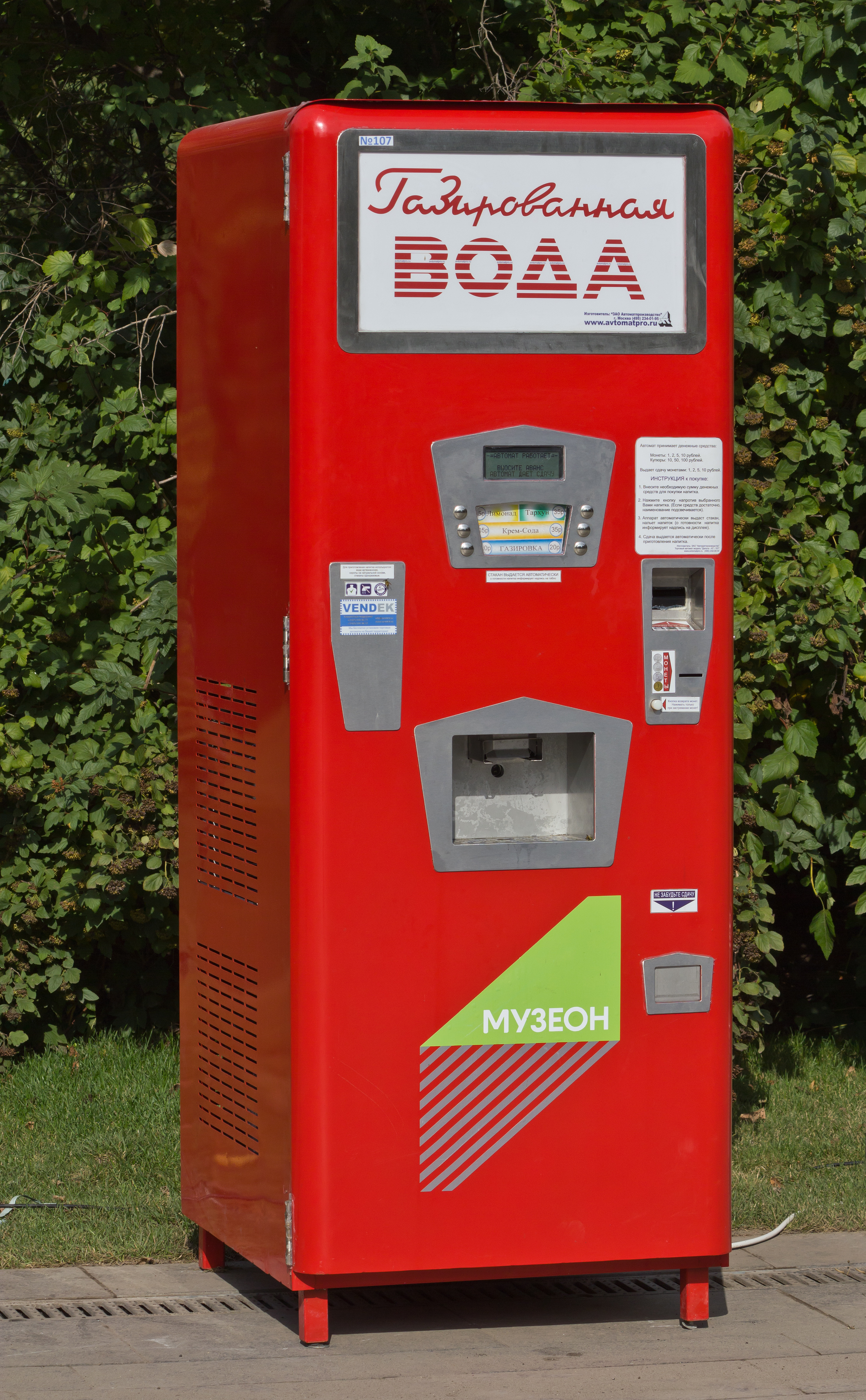
Современный российский автомат

С ростом инфляции продажа и обслуживание автоматов перестала быть рентабельной. В Москве они стояли сломанными до начала 1992 года, когда были проданы на металлолом в Эстонию. Многие автоматы подверглись вандализму. В Саратове в последние годы немногочисленные автоматы использовались в неавтоматическом режиме — платежи принимает оператор, он же выдаёт пластиковые стаканчики. Автоматы по продаже газированной воды в последние годы использовались также в Харькове и Туле, в последней они используются с оператором и по сей день.
В России 90-х, Казахстане, Киргизии и Молдавии автоматы по продаже газированной воды находились в ужасном состоянии, утратив свои автоматические функции. Они стояли на базарах и рынках, и к ним были приставлены продавщицы, которые путём нажатия кнопки наливали газировку гражданам, заплатившим банкнотами или продавали жетоны, подходящие только для конкретного киоска.
На производстве сохранились автоматы для бесплатной выдачи газированной воды (АВ-2).

## Устройство и принцип действия
Типовой автомат включает в себя: водоохладительное устройство, сатуратор, бачки с сиропом, водораспределитель для ввода и слива воды, реле давления воды и газа, углекислотный баллон, дисплей, управляющая панель, монетоприёмный механизм, механизм выдачи напитка. В свою очередь, устройство для приготовления напитка состоит из: дозатора, смесителя, сатуратора, транспортирующего устройства. Современные автоматы выдают одноразовый стаканчик и сдачу, если внесённая сумма больше цены напитка.
Автомат может отключаться при отсутствии воды, диоксида углерода, стаканов одноразового использования.

## Современные автоматы по продаже газированной воды

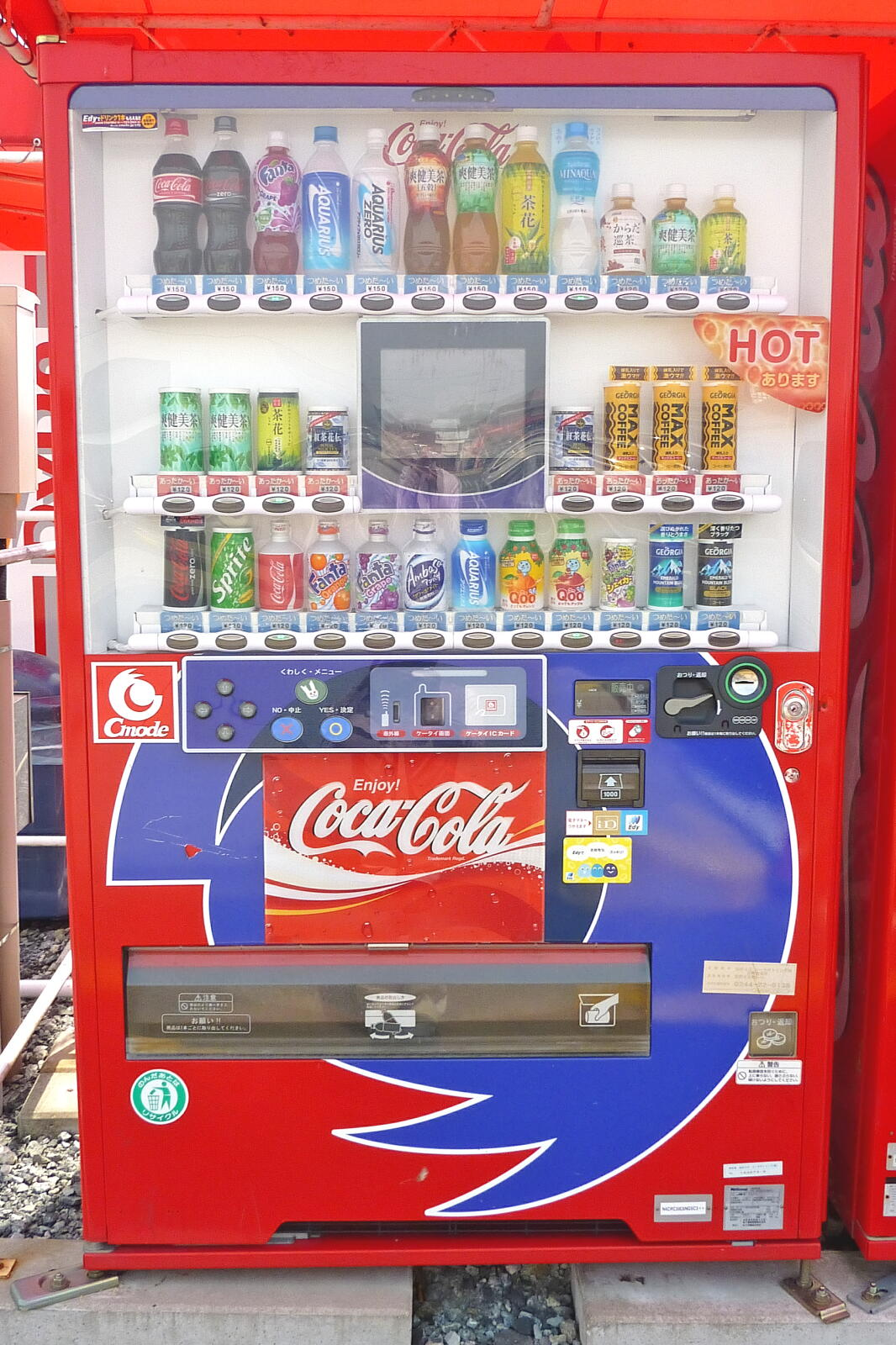
автомат по продаже газированной воды в бутылках

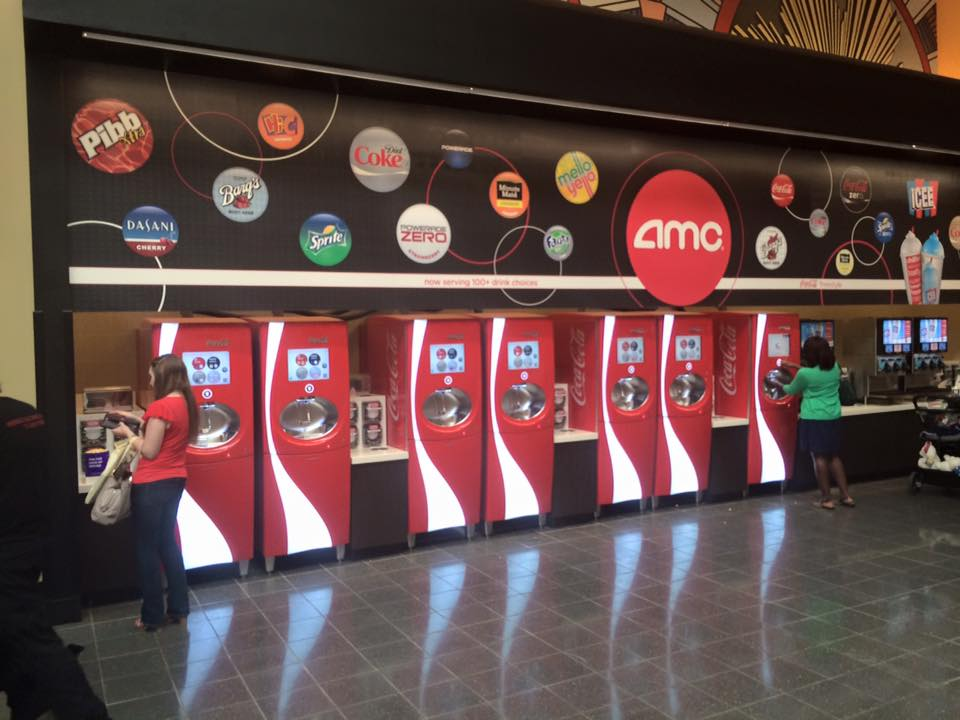
автоматы газированной воды «Coca Cola»

Современные аппараты эксплуатируют идею ностальгии, и часто пытаются повторять, хотя бы условно, советский дизайн.
В отличие от предшественников, современные автоматы принимают как монеты, так и бумажные купюры. На табло управления есть выбор из нескольких напитков.